# جنوب السرة
جنوب السرة، منطقة كويتية تضم عدة مناطق. سميت بهذا الاسم لأنها تقع في جنوب منطقة السرة. تعتبر من المناطق السكنية وهي بشكل عام مرتفعة السعر فالمنازل هناك يتراوح سعر المتر 1000-1200 دينار كويتي.
وتضم هذه المنطقة عدة مناطق:
- حطين
- السلام
- الصديق
- الزهراء
- الشهداء
- الوزارات